# Passerina ciris
Passerina ciris là một loài chim trong họ Cardinalidae.